# محمد محمدی گلپایگانی
غلامحسین محمّدی مشهور به محمّد محمّدی گلپایگانی (زاده ۱۳۲۲ در گلپایگان) روحانی ایرانی است که از سال ۱۳۶۸ ریاست دفتر رهبر جمهوری اسلامی ایران را برعهده دارد. او در خانواده‌ای مذهبی و تاثیرگذار پرورش یافت که نقش بسزایی در شکل‌گیری شخصیت و مسیر زندگی او ایفا کرد.
وی فرزند ابوالقاسم محمّدی گلپایگانی، امام جمعه پیشین گلپایگان، می‌باشد. پس از وقوع انقلاب، ابتدا مسئول دفتر مشاورت رهبری در پایگاه هوایی ارتش در اصفهان بود و در فاصله سالهای ۱۳۶۰ تا ۱۳۶۸ به‌عنوان مشاور دفتر رهبر جمهوری اسلامی (سید روح‌الله خمینی) در نیروی هوایی ارتش فعالیت می‌کرد. وزارت خزانه‌داری آمریکا در ۱۳ آبان ۱۳۹۸ وی را در فهرست تحریم‌های خود قرار داد.

## زندگی
غلامحسین محمّدی گلپایگانی در سال ۱۳۲۲ در شهر گلپایگان، در کشور ایران زاده شد. پدرش ابوالقاسم محمدی گلپایگانی از روحانیون و امام جمعه گلپایگان بود، که به نمایندگی از سید حسین طباطبایی بروجردی عازم اروپا شد.
غلامحسین محمدی گلپایگانی از مبارزان سیاسی علیه حکومت پهلوی و از حاضران در واقعه حمله به مدرسه فیضیه در دوران محمدرضا شاه در سال ۱۳۴۲ بوده است. وی در فاصله سالهای ۱۳۵۸ تا ۱۳۶۰ به‌عنوان مسئول دفتر مشاورت سید روح‌الله خمینی در پایگاه هوایی اصفهان (متعلق به ارتش) فعالیت می‌کرد و از ۱۳۶۰ تا ۱۳۶۸ نیز مسئول دفتر مشاورت رهبر جمهوری اسلامی (سید روح‌الله خمینی) در نیروی هوایی ارتش بود.
پسر او محمد جواد، با یکی از دختران سید علی خامنه ای ازدواج کرده است.

## تحریم وزارت خزانه‌داریایالات متحده آمریکا
محمد محمدی گلپایگانی به همراه ۹ نفر دیگر از اطرافیان سید علی خامنه‌ای در ۱۳ آبان ۱۳۹۸ در فهرست تحریم‌های وزارت خزانه‌داری آمریکا قرار گرفتند. این افراد بنا بر اعلام دولت آمریکا در «سرکوب‌های داخل و خارج کشور» دست داشته‌اند. در بیانیه وزارت خزانه‌داری ایالات متحده آمریکا از محمدی گلپایگانی به عنوان فردی که به نمایندگی رهبر جمهوری اسلامی در بسیاری از مراسم و برنامه‌های مهم حکومتی شرکت می‌کند، یاد شده است.
در بیانیه وزارت خزانه‌داری ایالات متحده آمریکا، محمدی گلپایگانی به عنوان یکی از مسئولان سرکوب بهائیان در ایران معرفی شده است: «محمدی گلپایگانی به عنوان رئیس دفتر رهبر جمهوری اسلامی ایران با همراهی رهبر کنونی، علی خامنه‌ای، ممانعت نظام‌مند از پیشرفت اجتماعی و اقتصادی بهائیان در ایران را هدایت کرده است. این ممانعت شامل محرومیت بهائیان از تحصیل در دانشگاه‌ها و استخدام در ادارات می‌شود.»
استیون منوچین، وزیر خزانه‌داری آمریکا گفت: «امروز وزارت خزانه‌داری آمریکا مقامات غیرمنتخبی را هدف قرار می‌دهد که اطراف رهبر جمهوری اسلامی ایران، سید علی خامنه‌ای جمع شده‌اند و سیاست‌های بی‌ثبات کننده او را اجرا می‌کنند… این افراد با طیف گسترده‌ای از رفتارهای بدخواهانهٔ رژیم از جمله انفجار مقر تفنگداران دریایی آمریکا در بیروت در سال ۱۹۸۳ میلادی و انفجار مرکز همیاری اسرائیل در آرژانتین در ۱۹۹۴ میلادی همچنین شکنجه، قتل‌های فراقانونی و سرکوب غیرنظامیان مرتبط هستند.»